# Неклюдов, Николай Михайлович
Никола́й Миха́йлович Неклю́дов (10 февраля 1891 — не ранее 1939) — поручик, непосредственный руководитель антибольшевистского восстания в форте «Красная горка».

## Биография
Родился 10 февраля 1891 в Петербурге. Из семьи потомственных военных. Окончив Александровский кадетский корпус, поступил в Михайловское артиллерийское училище и окончил его по I разряду. Произведён в подпоручики. Направлен в 1-й артполк крепости Кронштадт.
Служил младшим офицером на фортах Южного фарватера. 31 августа 1913 года получил чин поручика. В 1913 году окончил электротехническую офицерскую школу в Кронштадте. Получил назначение старшим офицером 1-й электротехнической роты на форт «Красная Горка».
5 января 1917 года назначен командиром 5-й роты, а рота переведена в состав гарнизона форта. 1 марта 1917 года на общегарнизонном собрании избран комендантом форта. Во время Февральской революции первым из офицеров надел красный бант. 4 апреля 1918 года утверждён в должности коменданта уже новым, советским командованием крепости.
12 июня 1919 года в форт прибыл для укрепления гарнизона коммунистический отряд числом в 250 человек. Но 13 июня в 4 часа 30 минут Неклюдов прибыл в преданную ему пулемётную команду и объявил, что форт окружён белыми, которые предлагают гарнизону сдаться. Также он сообщил, что коммунисты против и что поэтому их нужно нейтрализовать. Пулемётная команда арестовала все 25 человек коммунистов форта, коммунистический отряд, прибывший в форт накануне, во главе с его комиссаром И. В. Юклявским (250 чел.), и всех «сочувствующих» (100 человек). Но председатель партийного коллектива форта матрос С. Урбан и часть коммунистов приняли участие в мятеже.
13-14 июня велась перестрелка между восставшими фортами и кораблями Балтийского флота. 15 июня началось наступление войск большевиков, как считается, под руководством И. В. Сталина. Войска РККА в количестве около 4500 человек, при поддержке бронепоездов и кораблей пошли в наступление на восставшие форты. 16 июня 1919 года восстание было подавлено.
15 июня 1919 года Неклюдов после поражения восстания ушёл с группой офицеров форта в расположение белых частей в районе деревни Коваши. Привёл большое число бойцов, доставил автомобили, полевые орудия и другую технику с провиантом из запасов форта. Эмигрировал в Эстонию, где у Юденича подвергся допросам и чуть не попал под суд за службу у красных. Штаб Юденича посылал его в разведку к форту. Возвращаясь из разведки, Неклюдов с двумя офицерами попал на эстонский пикет, и его приговорили к расстрелу. Спас их русский офицер, знавший Неклюдова в лицо. Из моряков, перешедших с Неклюдовым на сторону белых, был сформирован 12-й Красногорский полк Северо-западной Армии. После окончания военных действий некоторое время жил в Нарве.
Позднее эмигрировал в Германию. В «Обзоре информации особого отдела ВЧК» от 4 декабря 1920 содержится сообщение: «Неклюдов, бывший комендант „Красной Горки“, поднявший бунт, сдавший „Горку“ и затем объявленный вне закона Советским правительством, проживавший в последнее время в Париже, выехал в Советскую Россию, по всей вероятности через фронт Балаховича, по поручению Алексинского». На документе резолюция Артузова «Срочно запросить Петроград о присылке фотографии».
Масон, посвящён в 1927 году в парижской ложе «Астрея» № 500 Великой ложи Франции, занимал в ней ряд офицерских должностей. В 1933 году был исключён из ложи, но в том же году восстановлен в членстве. В 1933 году член ложи «Аврора Конго» (Великий восток Франции) в Браззавиле.
Инженер. В 1933—1939 жил в Браззавиле, Конго. В 1939 году агент по заключению контрактов.
Автор известных мемуаров.

## Семья
- Жена — урождённая Гримм, сестра сослуживца по «Красной Горке»[9]

## В искусстве
- Фигурирует в пьесе Всеволода Вишневского «Незабываемый 1919-й».
- В фильме 1951 года М. Чиаурели «Незабываемый 1919 год» по пьесе Вишневского роль Н. М. Неклюдова исполняет актёр Андрей Попов. В фильме после провала восстания на Красной Горке Неклюдов кончает с собой выстрелом в сердце.